# シクロヘキサノンオキシム
シクロヘキサノンオキシム (Cyclohexanone oxime) は、オキシム基を持つ有機化合物である。無色の固体で、広く使われているポリマーのナイロン6 の重要な中間体である。

## 製造
シクロヘキサノンオキシムは、シクロヘキサノンとヒドロキシルアミンの縮合反応によって製造される。
C5H10CO  +  H2NOH   →   C5H10C=NOH  +  H2O
あるいは、別の工業ルートは、シクロヘキサンと塩化ニトロシルとの反応で、これはフリーラジカル反応である。 シクロヘキサンはシクロヘキサノンよりもはるかに安価なので、この方法は有利である。 

## 反応
シクロヘキサノンオキシムの最も有名で商業的に重要な反応は、ベックマン転位で ε-カプロラクタムを生成することである。

この反応は硫酸の触媒で進行する。しかし、工業的スケールでは固体酸が使用される。典型的なオキシムでは、ナトリウムアマルガムによって還元されてシクロヘキシルアミンを生成する。酢酸で加水分解してシクロヘキサノンに戻すこともできる。